# Pamplemousses (ville)
Ne doit pas être confondu avec Pamplemousses.
Pamplemousses est une ville de l'île Maurice (Océan Indien) située au nord du pays dans le district du même nom. Il comptait 9 295 habitants au recensement de 2011. Il est traversé par l'autoroute M2.

## Lieux remarquables
Pamplemousses accueille un  jardin botanique fondé au XVIIIe siècle qui abrite des centaines d'essences rares exotiques et la demeure de Mon Plaisir. 
Le jardin botanique se trouve à proximité de l'église Saint-François, une des premières de l'île consacrée en 1756, et près du cimetière ouvert en 1748.
Dans un autre quartier du village, à La Rosalie, se dresse le château de La Villebague, qui appartint à René Magon de La Villebague (1722-1778) ancien gouverneur de l'Île de France et de l'Île Bourbon. Il ne se visite pas car c'est une propriété privée.
L'hôpital Sir Seewoosagur Ramgoolam Hospital, inauguré en 1969, est l'un des plus importants du pays .

## Urbanisme

Rues à Pamplemousses (2020).
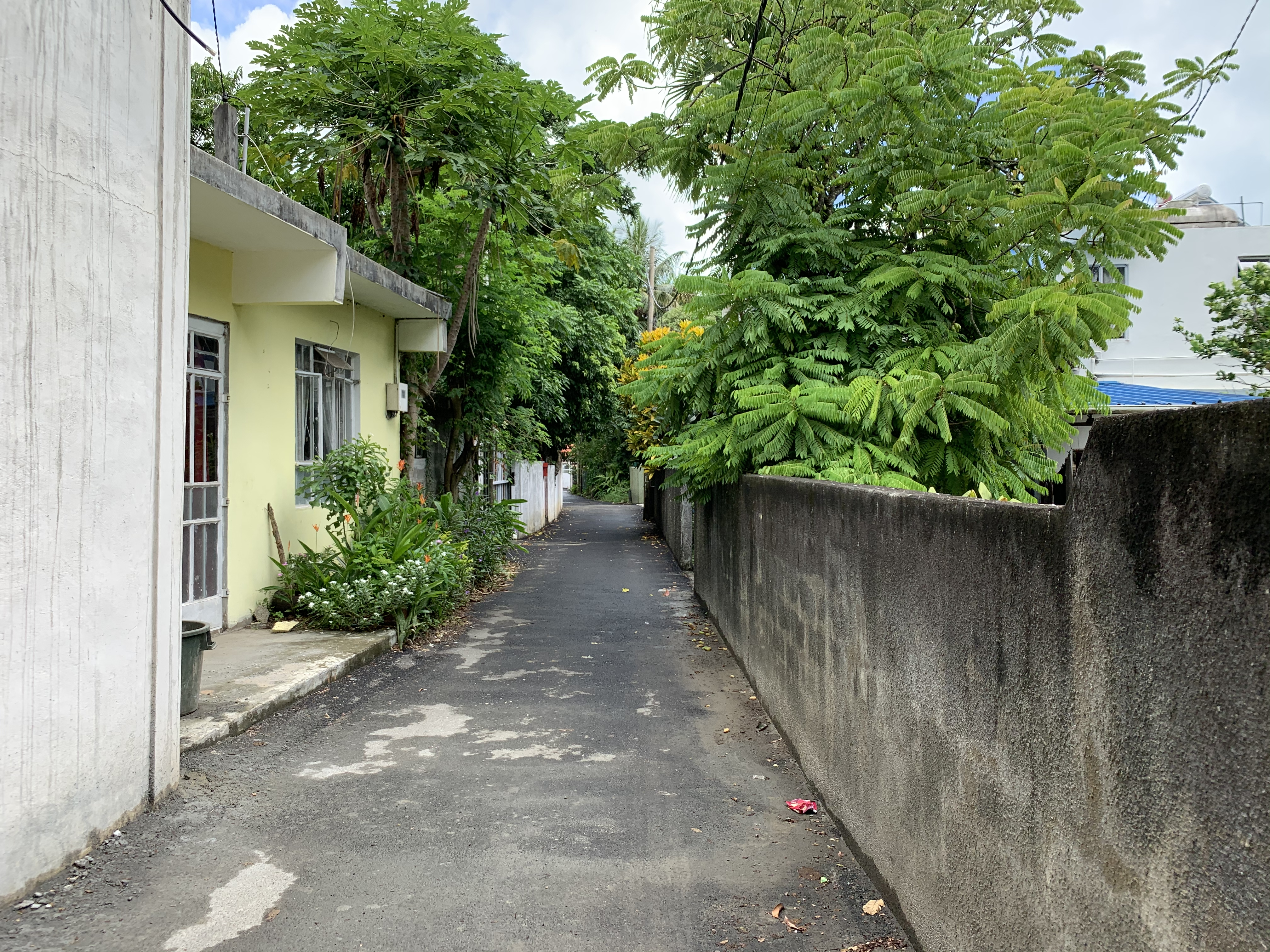
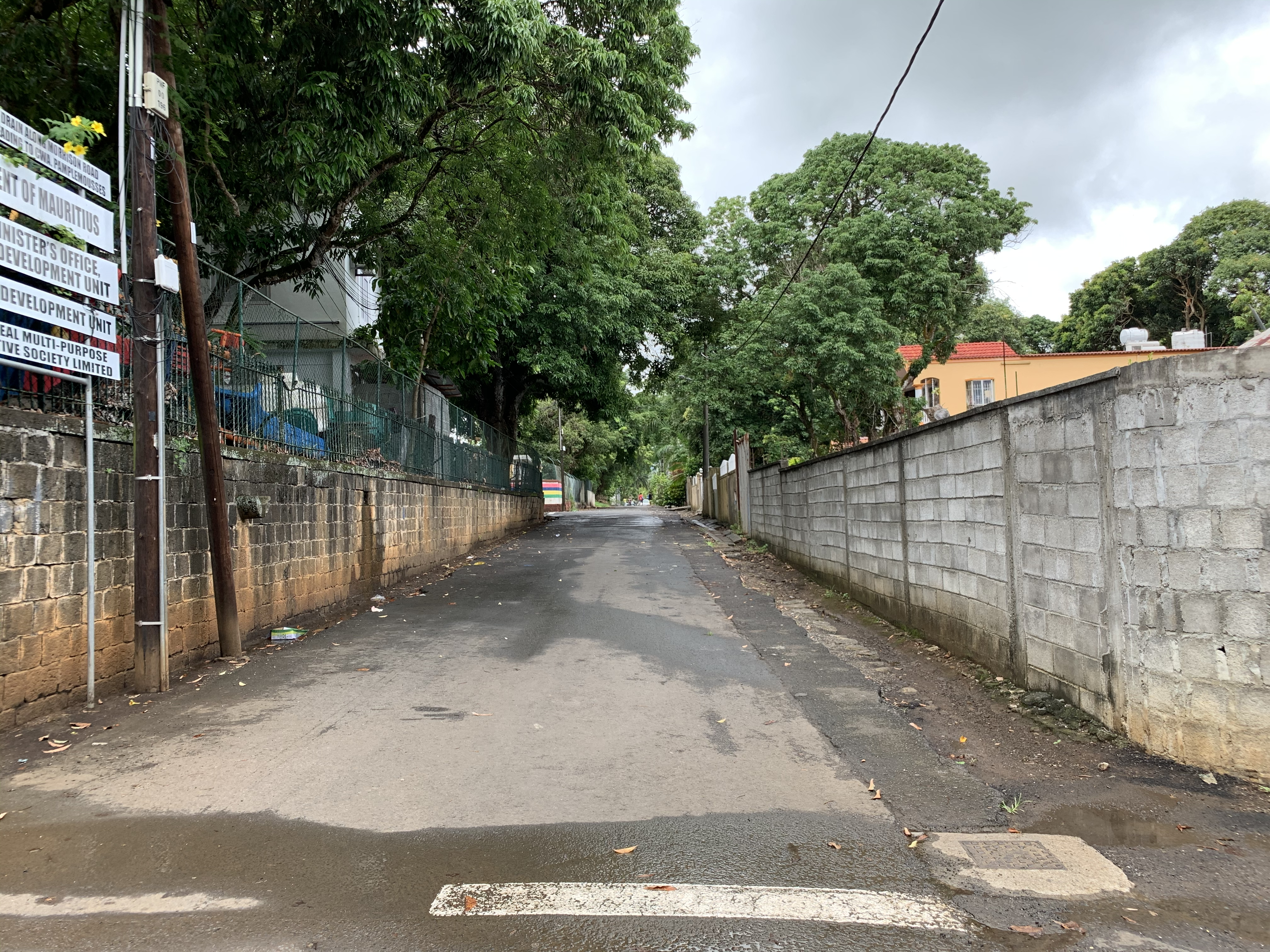
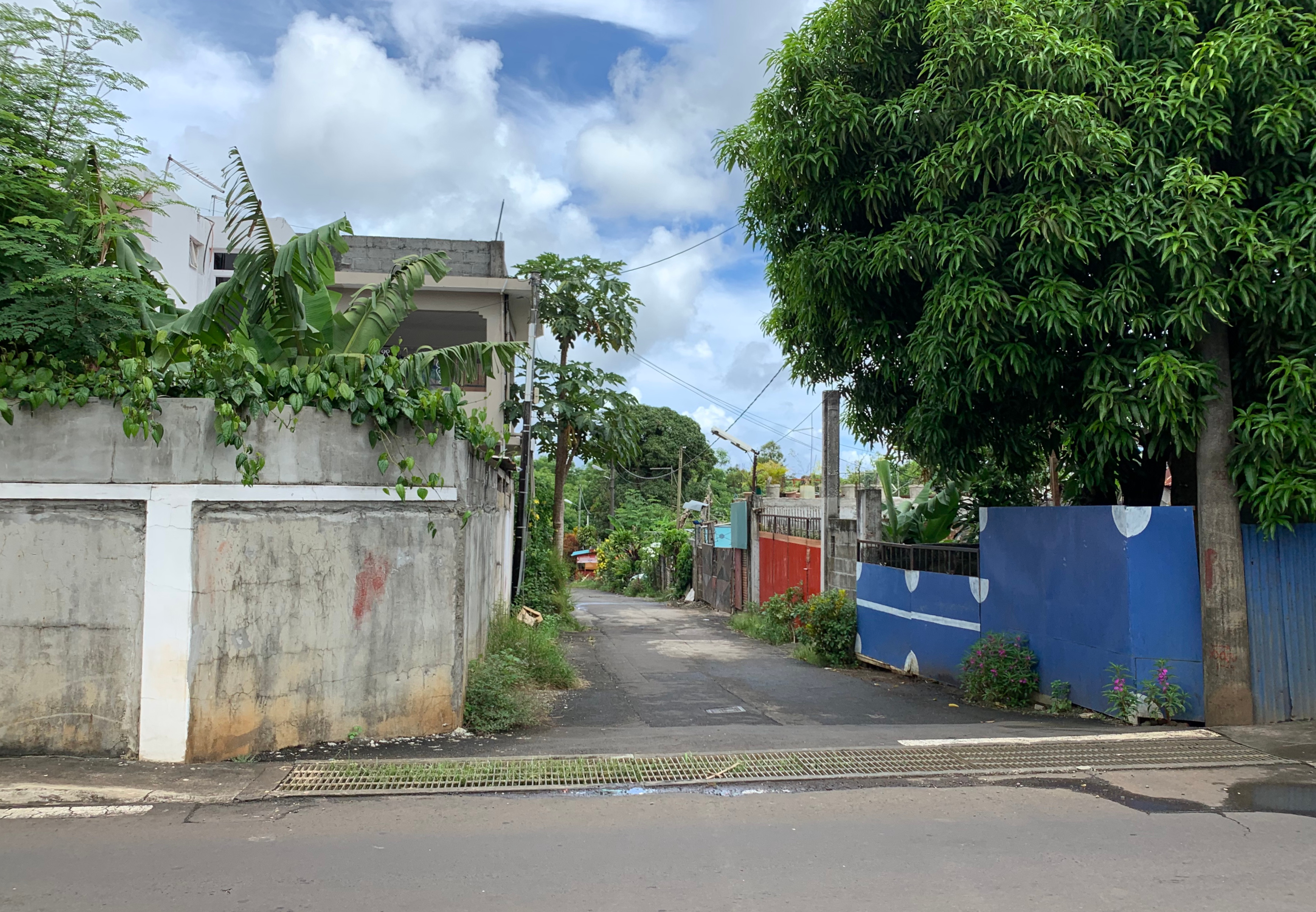
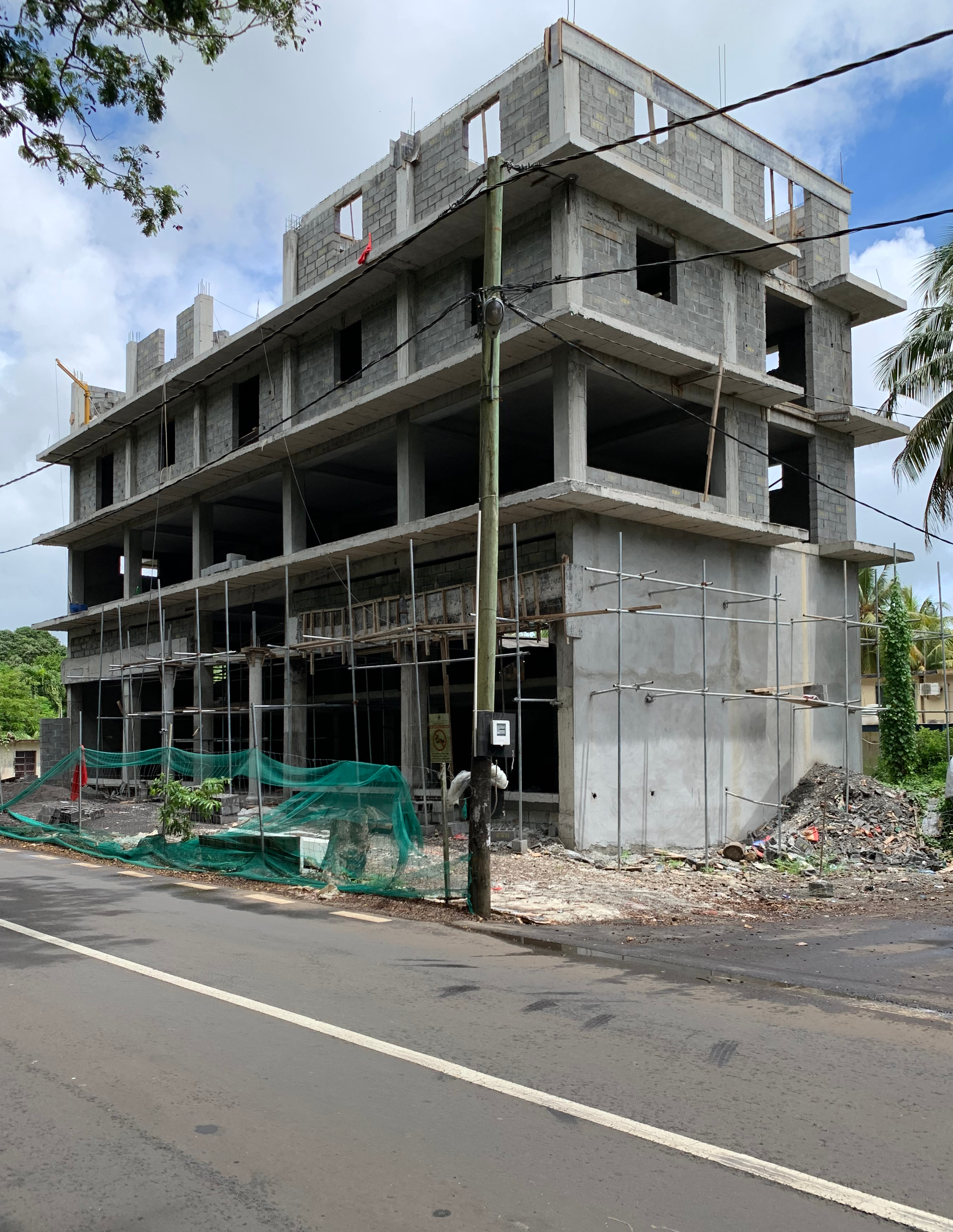